# Dance Fever
| Recensione      | Giudizio |
| --------------- | -------- |
| AllMusic        |          |
| The Independent |          |

Dance Fever è il quinto album in studio del gruppo musicale britannico Florence and the Machine, pubblicato il 13 maggio 2022 dalle etichette discografiche Polydor e Universal Music.
Interamente prodotto da Florence Welch insieme a Jack Antonoff e Dave Bayley dei Glass Animals, l'album si compone di quattordici brani nella versione standard e diciannove in quella deluxe.

## Descrizione
Descritto da Florence Welch come «una favola scandita attraverso quattordici brani», Dance Fever è stato registrato principalmente a Londra durante la pandemia COVID-19 ed evoca ciò di cui l'artista ha sentito maggiormente la mancanza - i club, i festival, muoversi e stare insieme agli altri - e la speranza del ritorno alla normalità. Poco prima della pandemia, Florence rimase affascinata dalla piaga del ballo, un fenomeno di isteria di massa risalente al XVI secolo per cui gruppi di persone si ritrovavano a ballare forsennatamente e senza sosta, fino al collasso e talvolta alla morte. Florence, che per oltre un decennio era stata in tour quasi senza mai fermarsi, si è ritrovata in questo immaginario, che durante il lockdown si fece poi curiosamente profetico. La danza, disciplina che Florence pratica da diversi anni, riveste un ruolo centrale nell'album, mescolata con elementi folkloristici di retaggio medievale. Ne sono esempio emblematico i tre video dei brani usciti in anticipazione dell'album (King, Heaven Is Here e My Love), con le coreografie curate da Ryan Heffington. Negli ultimi tempi, caratterizzati da torpore e isolamento, la danza ha offerto all'artista energia e un modo più coreografico di guardare alla musica.
Costretta nella propria abitazione londinese durante il lockdown, le canzoni che Florence aveva inizialmente abbozzato si sono trasformate, con influenze dance e folk: tra cui, Iggy Pop, Lucinda Williams e Emmylou Harris. Per i testi, Florence si è ispirata alle eroine tragiche dell'arte preraffaellita, alla narrativa gotica di Carmen Maria Machado e Julia Armfield e a film horror come The Wicker Man, The Witch e Midsommar.

## Promozione
Tra la fine del 2021 e le prime settimane del 2022, viene confermata la partecipazione dei Florence and the Machine a numerosi festival musicali estivi, incluso il Mad Cool di Madrid, presupponendo un ritorno sulle scene musicali da parte del gruppo imminente.
Il 21 febbraio 2022 i fan iscritti alla lista di corrispondenza del gruppo hanno ricevuto una carta medievale dei tarocchi raffigurante Florence con addosso dei vestiti d'epoca. L'immagine è accompagnata dal titolo King e la lettera riporta la dicitura Florence + the Machine - Chapter 1 sul retro. Durante la stessa giornata, diversi cartelloni pubblicitari contenenti la stessa immagine della carta sono stati affissi per le strade di Londra. Oltre alla prima carta sul sito del gruppo compaiono altre quattordici carte, che costituiscono le altre tracce dell'album e vengono svelate nel corso delle settimane successive. Il primo estratto King è stato reso disponibile sulle piattaforme di musica digitale e streaming dal 23 febbraio 2022 insieme al relativo videoclip musicale. Ad esso, hanno fatto seguito la pubblicazione del singolo promozionale Heaven Is Here e degli altri due estratti ufficiali My Love e Free.
Al fine di promuovere il disco, il gruppo ha intrapreso un tour mondiale visitando le arene e partecipando ai festival musicali di Nord America, Europa e Oceania da settembre 2022 a luglio 2023. I concerti del Dance Fever Tour sono stati aperti dagli artisti Arlo Parks, Sam Fender, King Princess, Yves Tumor, Japanese Breakfast, Wet Leg, Griff, Noga Erez, Willie J Healey e Aziya. Il concerto del 17 settembre 2022 presso il Madison Square Garden di New York City è stato registrato e pubblicato come album dal vivo con il titolo di Dance Fever (Live at Madison Square Garden).

## Tracce
1. King – 4:40 (Florence Welch, Jack Antonoff)
2. Free – 3:54 (Florence Welch, Jack Antonoff)
3. Choreomania – 3:33 (Florence Welch, Jack Antonoff, Thomas Bartlett)
4. Back In Town – 3:56 (Florence Welch, Jack Antonoff)
5. Girls Against God – 4:40 (Florence Welch, Jack Antonoff)
6. Dream Girl Evil – 3:47 (Florence Welch)
7. Prayer Factory – 1:13 (Florence Welch, Jack Antonoff)
8. Cassandra – 4:18 (Florence Welch, Thomas Hull)
9. Heaven Is Here – 1:51 (Florence Welch)
10. Daffodil – 3:34 (Florence Welch, Dave Bayley)
11. My Love – 3:51 (Florence Welch, Dave Bayley)
12. Restraint – 0:48 (Florence Welch, Dave Bayley)
13. The Bomb – 2:45 (Florence Welch, Robert Ackroyd, Dave Bayley)
14. Morning Elvis – 4:22 (Florence Welch, Dave Bayley)

Tracce bonus nell'edizione deluxe
1. Cassandra (Acoustic) – 4:07
2. Free (Acoustic) – 4:04
3. Morning Elvis (Acoustic) – 3:53
4. My Love (Acoustic) – 3:30
5. Search and Destroy – 4:01 (James Newell Osterberg Jr., James Williamson)

Tracce bonus nell'edizione Apple Music
1. King (Poem Version) – 3:00
2. My Love (Poem Version) – 2:52
3. Cassandra (Poem Version) – 4:00
4. King (music video) – 5:18
5. Heaven Is Here (music video) – 2:16
6. My Love (music video) – 4:24
7. Free (music video) – 4:51

Tracce bonus nella Complete Edition
1. Mermaids – 4:35 (Florence Welch, Dave Bayley)

## Classifiche

### Classifiche settimanali
| Classifica (2022) | Posizione massima |
| ----------------- | ----------------- |
| Australia         | 2                 |
| Austria           | 4                 |
| Belgio (Fiandre)  | 2                 |
| Belgio (Vallonia) | 5                 |
| Canada            | 7                 |
| Croazia           | 4                 |
| Finlandia         | 11                |
| Francia           | 28                |
| Grecia            | 26                |
| Irlanda           | 2                 |
| Italia            | 14                |
| Lituania          | 39                |
| Norvegia          | 15                |
| Nuova Zelanda     | 2                 |
| Paesi Bassi       | 2                 |
| Polonia           | 10                |
| Portogallo        | 2                 |
| Regno Unito       | 1                 |
| Spagna            | 5                 |
| Stati Uniti       | 7                 |
| Svezia            | 23                |
| Svizzera          | 7                 |
| Ungheria          | 36                |

### Classifiche di fine anno
| Classifica (2022) | Posizione |
| ----------------- | --------- |
| Belgio (Fiandre)  | 84        |
| Regno Unito       | 89        |